# Amt Schradenland
Das Amt Schradenland ist ein 1992 gebildetes Amt im Landkreis Elbe-Elster des Landes Brandenburg, in dem sich vier Gemeinden im damaligen Kreis Bad Liebenwerda (ab 1993 im Landkreis Elbe-Elster) zu einem Verwaltungsverbund zusammengeschlossen haben. Amtssitz ist die Gemeinde Gröden.

## Geographische Lage
Das Amt Schradenland liegt im südlichen Teil des Landkreises Elbe-Elster. Es grenzt im Norden an die amtsfreie Stadt Bad Liebenwerda und das Amt Plessa, im Osten an das Amt Ortrand und ansonsten an den Freistaat Sachsen (Landkreis Meißen).

## Gemeinden
Das Amt Schradenland wird von vier Gemeinden gebildet:
- Gröden
- Großthiemig
- Hirschfeld
- Merzdorf

## Geschichte
Der Minister des Innern des Landes Brandenburg erteilte der Bildung des Amtes Schradenland am 30. Juli 1992 seine Zustimmung. Als Zeitpunkt des Zustandekommens des Amtes wurde der 10. August 1992 festgelegt. Das Amt hat seinen Sitz in der Gemeinde Gröden und bestand aus vier Gemeinden im damaligen Kreis Bad Liebenwerda (in der Reihenfolge der Nennung im Amtsblatt):
1. Großthiemig
2. Hirschfeld
3. Gröden
4. Merzdorf

Außerdem wurde die Gemeinde Wainsdorf dem Amt zugeordnet. Diese Zuordnung wurde allerdings bereits zum 15. September 1992 wieder aufgehoben. Wainsdorf ist heute ein Ortsteil der Gemeinde Röderland.

## Bevölkerungsentwicklung
| Jahr | Einwohner |
| ---- | --------- |
| 1992 | 5 822     |
| 1995 | 5 751     |
| 2000 | 5 572     |
| 2005 | 5 250     |
| 2010 | 4 958     |
| 2015 | 4 550     |

| Jahr | Einwohner |
| ---- | --------- |
| 2020 | 4 393     |
| 2021 | 4 353     |
| 2022 | 4 324     |
| 2023 | 4 309     |
| 2024 | 4 283     |

Gebietsstand des jeweiligen Jahres, Einwohnerzahl: Stand 31. Dezember, ab 2011 auf Basis des Zensus 2011, ab 2022 auf Basis des Zensus 2022

## Amtsdirektoren
- 1992–2008: Christa Schliebe
- 2008–2020: Thilo Richter[8]
- seit 2021: Kathleen Wilken

Richter wurde am 23. Juni 2016 vom Amtsausschuss für weitere acht Jahre in seinem Amt bestätigt. Am 27. Januar 2020 wurde er vom Amtsausschuss abgewählt, der am 11. Februar 2021 Kathleen Wilken zu seiner Nachfolgerin wählte.

## Belege
1. ↑  Bevölkerungsstand im Land Brandenburg Dezember 2024 (Fortgeschriebene amtliche Einwohnerzahlen, basierend auf dem Zensus 2022) (Hilfe dazu).
2. ↑  Schradenland | Service Brandenburg. Abgerufen am 2. Mai 2024.
3. ↑  Bildung der Ämter Gumtow, Plattenburg und Schradenland. Bekanntmachung des Ministers des Innern vom 31. Juli 1992. Amtsblatt für Brandenburg - Gemeinsames Ministerialblatt für das Land Brandenburg, 3. Jahrgang, Nummer 62, 25. August 1992, S. 1054/5.
4. ↑  Bildung des Amtes Röderland. Bekanntmachung des Ministers des Innern vom 2. September 1992. Amtsblatt für Brandenburg - Gemeinsames Ministerialblatt für das Land Brandenburg, 3. Jahrgang, Nummer 75, 5. Oktober 1992, S. 1867.
5. ↑  Historisches Gemeindeverzeichnis des Landes Brandenburg 1875 bis 2005. Landkreis Elbe-Elster. S. 12–13
6. ↑  Bevölkerung im Land Brandenburg von 1991 bis 2017 nach Kreisfreien Städten, Landkreisen und Gemeinden, Tabelle 7
7. ↑  Amt für Statistik Berlin-Brandenburg (Hrsg.): Statistischer Bericht A I 7, A II 3, A III 3. Bevölkerungsentwicklung und Bevölkerungsstand im Land Brandenburg (jeweilige Ausgaben des Monats Dezember)
8. ↑  Neuer Amtsdirektor gewählt. auf www.amt-schradenland.de
9. ↑  Thilo Richter soll Amtsdirektor im Schradenland bleiben. In: Lausitzer Rundschau, 10. Juni 2016.
10. ↑  Schradenland-Amtschef ist einstimmig abgewählt. In: Lausitzer Rundschau, 28. Januar 2020.
11. ↑  Bürgermeisterin Anja Heinrich gratuliert der neuen Amtsdirektorin des Schradenlandes. In: www.elsterwerda.de. 18. Februar 2021, abgerufen am 14. November 2021.